# 가상 블랙홀
양자 중력에서 가상 블랙홀(virtual black hole)이란 시공간의 양자 요동으로 인해 일시적으로 생겨나는 블랙홀을 의미한다. 가상 블랙홀은 양자 거품의 한 예이며 양자 전기역학에서 말하는 가상의 전자-양전자 중력쌍과 같다. 이론적으로 가상 블랙홀은 플랑크 질량 급의 질량으로 플랑크 시간 급의 수명을 가지며 대략 플랑크 부피 당 1개 정도의 밀도로 생겨난다고 추정하고 있다.
플랑크 단위계에서의 가상 블랙홀 생성은 다음과 같은 불확정성 방정식에서 도출한 결과이다.
{\displaystyle \Delta R_{\mu }\Delta x_{\mu }\geq \ell _{P}^{2}={\frac {\hbar G}{c^{3}}}}
이 식에서 {\displaystyle R_{\mu }}은 국소적 시공간 영역의 곡률반지름이며 {\displaystyle x_{\mu }}은 국소적 영역의 위치이다. {\displaystyle \ell _{P}}는 플랑크 길이, {\displaystyle \hbar }는 플랑크 상수, {\displaystyle G}는 뉴턴의 중력 상수, {\displaystyle c}는 광속이다. 이 불확정성 방정식은 하이젠베르크가 주창한 불확정성 원리의 플랑크 단위계에서 표현한 결과와 같다.
불확정성 방정식은 아인슈타인 방정식으로부터 도출이 가능하다.
{\displaystyle G_{\mu \nu }+\Lambda g_{\mu \nu }={8\pi G \over c^{4}}T_{\mu \nu }}
이 식에서 {\displaystyle G_{\mu \nu }=R_{\mu \nu }-{R \over 2}g_{\mu \nu }}는 스칼라 곡률과 계량 텐서, 리치 곡률 텐서를 곱한 아인슈타인 텐서이며, {\displaystyle \Lambda }는 우주상수, {\displaystyle T_{\mu \nu }}는 물질의 에너지-운동량 텐서, {\displaystyle \pi }는 원주율, {\displaystyle c}는 광속, {\displaystyle G}는 뉴턴의 중력 상수이다.
아인슈타인은 방정식을 유도할 때 물리적 시공간이 리만기하학, 즉 곡면이라고 가정했다. 국소적 영역에서는 이를 평평한 시공간이라 둘 수 있다.
임의의 텐서장 {\displaystyle N_{\mu \nu ...}}에서 우리는 {\displaystyle N_{\mu \nu ...}{\sqrt {-g}}}값을 구할 수 있는데 이를 텐서밀도라고 하고 여기서 {\displaystyle g}는 계량 텐서 {\displaystyle g_{\mu \nu }}의 행렬식이다. 적분 {\displaystyle \int N_{\mu \nu ...}{\sqrt {-g}}\,d^{4}x}는 적분영역이 충분히 작을 경우 텐서이다. 만약 적분영역이 충분히 작지 않을 경우 다른 점에 위치한 텐서의 합으로 구성되며 좌표변환을 통해 선형으로 변환할 수 없기 때문에 적분값이 텐서가 되지 않는다. 여기서 우리는 작은 영역만 고려할 것이다. 이는 3차원 초곡면 {\displaystyle S^{\nu }} 위에서의 적분에서도 해당된다.
따라서, 국소적 시공간에서의 아인슈타인 방정식은 3차원 초곡면 {\displaystyle S^{\nu }} 위에서 다음과 같이 적분을 할 수 있다.
{\displaystyle {\frac {1}{4\pi }}\int \left(G_{\mu \nu }+\Lambda g_{\mu \nu }\right){\sqrt {-g}}\,dS^{\nu }={2G \over c^{4}}\int T_{\mu \nu }{\sqrt {-g}}\,dS^{\nu }}
여기서 적분 가능한 시공간 영역을 충분히 작다고 가정하였기 때문에 다음과 같은 텐서 방정식이 도출된다.
{\displaystyle R_{\mu }={\frac {2G}{c^{3}}}P_{\mu }}
여기서 {\displaystyle P_{\mu }={\frac {1}{c}}\int T_{\mu \nu }{\sqrt {-g}}\,dS^{\nu }}은 사차원 운동량이며, {\displaystyle R_{\mu }={\frac {1}{4\pi }}\int \left(G_{\mu \nu }+\Lambda g_{\mu \nu }\right){\sqrt {-g}}\,dS^{\nu }}는 그 영역의 곡률반지름이다.
결과적으로 위 텐서방정식은 다음과 같이 쓸 수 있다. 여기서 {\displaystyle P_{\mu }=mc\,U_{\mu }}라고 하면
{\displaystyle R_{\mu }={\frac {2G}{c^{3}}}mc\,U_{\mu }=r_{s}\,U_{\mu }}
이 식에서 {\displaystyle r_{s}}는 슈바르츠실트 반지름, {\displaystyle U_{\mu }}는 사차원 속력, {\displaystyle m}은 중력질량이다. 이 식은 {\displaystyle R_{\mu }}의 물리적 의미를 보여준다.
국소적인 영역에서는 시공간이 평평하기 때문에 위의 방정식은 다음과 같은 연산자 형식으로 쓸 수 있다.
{\displaystyle {\hat {R}}_{\mu }={\frac {2G}{c^{3}}}{\hat {P}}_{\mu }={\frac {2G}{c^{3}}}(-i\hbar ){\frac {\partial }{\partial \,x^{\mu }}}=-2i\,\ell _{P}^{2}{\frac {\partial }{\partial \,x^{\mu }}}}
그럼 교환자 연산자 {\displaystyle {\hat {R}}_{\mu }}와 {\displaystyle {\hat {x}}_{\mu }}는 다음과 같다.
{\displaystyle [{\hat {R}}_{\mu },{\hat {x}}_{\mu }]=-2i\ell _{P}^{2}}
여기서 다음과 같은 불확정성 방정식이 도출된다.
{\displaystyle \Delta R_{\mu }\Delta x_{\mu }\geq \ell _{P}^{2}}
{\displaystyle R_{\mu }={\frac {2G}{c^{3}}}m\,c\,U_{\mu }}과  {\displaystyle \ell _{P}^{2}={\frac {\hbar \,G}{c^{3}}}}를 대입하여 좌우항을 소거하면 다음과 같은 하이젠베르크의 불확정성 원리 식을 얻는다.
{\displaystyle \Delta P_{\mu }\Delta x_{\mu }=\Delta (mc\,U_{\mu })\Delta x_{\mu }\geq {\frac {\hbar }{2}}}
정적인 구면대칭장과 정적물질분포 {\displaystyle U_{0}=1,U_{i}=0\,(i=1,2,3)}를 만족하는 특수한 경우에서는 다음과 같이 식이 바뀐다.
{\displaystyle \Delta R_{0}\Delta x_{0}=\Delta r_{s}\Delta r\geq \ell _{P}^{2}}
여기서 {\displaystyle r_{s}}는 슈바르츠실트 반지름이며 {\displaystyle r}는 반경좌표이다.
마지막으로 불확정성 방정식에서는 플랑크 단위계에서 일반 상대성이론 방정식에 대한 일부 추측이 도출된다. 예를 들어, 슈바르츠실트 계량 {\displaystyle dS^{2}} в의 불변구간에서의 해는 다음과 같다.
{\displaystyle dS^{2}=\left(1-{\frac {r_{s}}{r}}\right)c^{2}dt^{2}-{\frac {dr^{2}}{1-{r_{s}}/{r}}}-r^{2}(d\Omega ^{2}+\sin ^{2}\Omega d\varphi ^{2})}
여기서 불확정성 방정식 {\displaystyle r_{s}\approx \ell _{P}^{2}/r}를 대입할 경우 식이 다음과 같이 바뀐다.
{\displaystyle dS^{2}=\left(1-{\frac {\ell _{P}^{2}}{r^{2}}}\right)c^{2}dt^{2}-{\frac {dr^{2}}{1-{\ell _{P}^{2}}/{r^{2}}}}-r^{2}(d\Omega ^{2}+\sin ^{2}\Omega d\varphi ^{2})}
이 식에서 플랑크 길이 {\displaystyle r=\ell _{P}} 시공간 계량은 플랑크 길이 내에서만 한정되며 이 규모에서는 실제 및 가상의 플랑크 규모 블랙홀이 존재한다.
비슷한 추정은 일반 상대성이론의 다른 방정식에서도 유도된다. 예를 들어 불확정성 방정식의 결과를 이용하여 서로 다른 차원의 공간에서 원점대칭 중력장에서의 해밀턴-야코비 방정식을 분석할 경우 3차원 공간에서 가상 블랙홀(양자 거품)이 나옴을 유도할 수 있다.
만일 가상 블랙홀이 존재할 경우 이는 양성자 붕괴도 일어날 것임을 보여준다. 이는 블랙홀의 질량은 블랙홀 내로 물질이 들어가면 질량이 늘어나고 호킹 복사선이 방출되면 질량이 줄어드는데 여기서 방출하는 기본입자와 들어가는 입자가 항상 똑같지는 않기 때문이다. 따라서 양성자의 기본 쿼크 중 2개가 가상 블랙홀로 들어갈 경우 반쿼크와 경입자가 방출될수 있으며 이는 중입자수 보존 법칙을 깨뜨린다.
가상 블랙홀의 존재는 어떠한 물리기작도 가상 블랙홀과의 상호작용 과정에서 간섭받을 수 있기 때문에 블랙홀 정보 역설을 깨뜨릴 수 있다.

## 같이 보기
- 양자 거품
- 플랑크 입자